# مومتشيلو دوكيتش
مومتشيلو دوكيتش بالصربية : Момчило Ђокић (27 فبراير 1911 في كورشومليا، يوغوسلافيا – 21 أبريل 1983 في بيلا كركفا، يوغوسلافيا) لاعب ومدرب كرة قدم صربي راحل .

## المسيرة الرياضية
يتذكره الجميع كونه أحد أفضل من لعب في مركز الجناح في دوري الدرجة الأولى اليوغوسلافي . بدأ مسيرته الرياضية في نادي يوغوسلافيا سنة 1921 بفريق الأشبال ثم تم تصعيده تدريجيا إلى الفريق الأول في سنة 1928 ولعب في مركز الجناح الأيسر حتى اعتزاله في سنة 1940 .
لعب مومتشيلو 13 مباراة دولية لصالح منتخب يوغوسلافيا وكان البداية في مواجهة منتخب بلغاريا في 13 أبريل 1930 في بلغراد وانتهت بالفوز 6-1 أما آخر مبارياته الدولية فكانت في 13 ديسمبر 1936 في باريس في مواجهة منتخب فرنسا وانتهت بالخسارة 0-1 . شارك في جميع مباريات منتخب بلاده في بطولة كأس العالم لكرة القدم 1930 التي أقيمت في الأوروغواي وكانت في مواجهة منتخبات البرازيل ، بوليفيا ، و الأوروغواي والأخيرة كانت في الدور النصف النهائي .
بعد الاعتزال استغل مومتشيلو شهادته الجامعية في إدارة الأعمال وعمل في عدة أماكن في بلاده ولكنه في نفس الوقت عمل مدربا لفترات متقطعة لأندية رادنيتشكي نيش ، بور، و تيموك زاييتشار .

## وصلات خارجية
- مومتشيلو دوكيتش على موقع الاتحاد الدولي (مؤرشف)  (الإنجليزية)
- مومتشيلو دوكيتش على موقع قاعدة بيانات كرة القدم.إي يو (الإنجليزية)
- مومتشيلو دوكيتش على موقع ناشيونال فوتبول تيمز (الإنجليزية)
- مومتشيلو دوكيتش على موقع عالم كرة القدم.نت (الإنجليزية)

- السيرة الذاتية
- السيرة الذاتية